# قرار مجلس الأمن التابع للأمم المتحدة رقم 356
قرار مجلس الأمن التابع للأمم المتحدة رقم 356، الذي اعتمد بالإجماع في 12 أغسطس 1974، بعد النظر في طلب جمهورية غينيا بيساو للانضمام إلى عضوية الأمم المتحدة، أوصى المجلس الجمعية العامة بقبول جمهورية غينيا بيساو.